# Ерік Аддо
Ерік Аддо (англ. Eric Addo, нар. 12 листопада 1978, Аккра, Гана) — колишній ганський футболіст, що грав на позиції захисника, півзахисника.
Виступав, зокрема, за клуб ПСВ, а також національну збірну Гани.
Шестиразовий чемпіон Нідерландів. Володар Кубка Нідерландів. Чемпіон Бельгії.

## Клубна кар'єра
У дорослому футболі дебютував 1994 року виступами за команду клубу «Брюгге», в якій провів три сезони і ставав чемпіоном Бельгії.
Згодом з 1996 по 2004 рік грав у складі команд клубів «ПСВ» та «Рода». Протягом цих років п'ять разів виборював титул чемпіона Нідерландів.
Протягом 2009—2011 років знову захищав кольори команди клубу «Рода».
Завершив професійну ігрову кар'єру у клубі «Ейндговен», за команду якого виступав протягом 2012 року.

## Виступи за збірну
1998 року дебютував в офіційних матчах у складі національної збірної Гани. Протягом кар'єри у національній команді, яка тривала 13 років, провів у формі головної команди країни 45 матчів.
У складі збірної був учасником Кубка африканських націй 1998 року у Буркіна Фасо, чемпіонату світу 2006 року у Німеччині, Кубка африканських націй 2008 року у Гані, на якому команда здобула бронзові нагороди, Кубка африканських націй 2010 року в Анголі, де разом з командою здобув «срібло».

## Досягнення
- Чемпіон Нідерландів:

«ПСВ»: 1999-00, 2000-01, 2004-05, 2005-06, 2006-07, 2007-08
- Володар Кубка Нідерландів:

«ПСВ»: 2004-05
- Володар Суперкубка Нідерландів:

«ПСВ»: 2000, 2001
- Чемпіон Бельгії:

«Брюгге»: 1997-98
- Володар Суперкубка Бельгії:

«Брюгге»: 1996, 1998
- Срібний призер Кубка африканських націй: 2010
- Бронзовий призер Кубка африканських націй: 2008